# Адамівка (археологічне поселення)
Ада́мівка — поселення ранньої залізної доби біля села Адамівка Чигиринського району Черкаської області. Досліджувалося 1956 р. B. М. Даниленком; 1957 p. — С. С. Березанською та В. Г. Петренко. Датується поселення VIII — VII ст. до н. е.
Розташоване на мисі, обмеженому з північного боку долиною річки Дніпро, з південного — глибоким проваллям. У центральній частині поселення — один великий і два малих зольники. Великий зольник мав висоту 1 м, діаметр — 40 м. Його матеріали підтверджують думку деяких дослідників, що зольники — це залишки культових місць. На великому зольнику простежено два етапи його існування: перший (до створення насипу) — коли зайнята ним площа слугувала за місце відправлення культових дій, а центральне положення займало вогнище-жертовник; другий — коли ця площа стає місцем зберігання залишків культових церемоній та побутових покидьків. Крім уламків глиняного посуду (горщиків, мисок, вазочок) та кісток тварин, принесених у жертву (бик, кінь, кабан) тут знайдено кістяне вістря до стріли, псалій з рогу оленя, точильний брусок, залізні ножі.